# Koziki (Ełk)
Koziki (deutsch Kozycken, 1935 bis 1945  Selmenthöhe) ist ein Ort in der polnischen Woiwodschaft Ermland-Masuren, der zur Gmina Ełk (Landgemeinde Lyck) im Powiat Ełcki (Kreis Lyck) gehört.

## Geographische Lage
Koziki liegt am Südufer des Großen Sellmentsees (polnisch Jezioro Selmęt Wielki) im südlichen Osten der Woiwodschaft Ermland-Masuren, zehn Kilometer östlich der Kreisstadt Ełk (Lyck).

## Geschichte
Das seinerzeit Koszycken, nach 1785 Koszicken, nach 1818 Kotzyken, nach 1871 Koszycken und bis 1935 Kozycken genannte Dorf wurde 1484 gegründet. 
Vonn 1874 bis 1945 war das kleine Dorf in den Amtsbezirk Selment mit Sitz in Klein Mrosen (polnisch Mrozy Małe) eingegliedert, der – 1938 in „Amtsbezirk Schönhorst (Ostpr.)“ umbenannt – zum Kreis Lyck im Regierungsbezirk Gumbinnen (ab 1905: Regierungsbezirk Allenstein) in der preußischen Provinz Ostpreußen gehörte.
In Kozycken waren im Jahr 1910 insgesamt 149 Einwohner registriert. Ihre Zahl verringerte sich bis 1933 auf 138. Aufgrund der Bestimmungen des Versailler Vertrags stimmte die Bevölkerung im Abstimmungsgebiet Allenstein, zu dem Kozycken gehörte, am 11. Juli 1920 über die weitere staatliche Zugehörigkeit zu Ostpreußen (und damit zu Deutschland) oder den Anschluss an Polen ab. In Kozycken stimmten 100 Einwohner für den Verbleib bei Ostpreußen, auf Polen entfielen keine Stimmen.
Am 31. August 1935 wurde Kozycken in „Selmenthöhe“ umbenannt. Die Einwohnerzahl belief sich im Jahre 1939 auf 109.
In Kriegsfolge kam der Ort 1945 mit dem gesamten südlichen Ostpreußen zu Polen und bekam die polnische Namensform „Koziki“. Der Ort gehört zum Schulzenamt (polnisch Sołectwo) Sordachy (Sordachen, 1938 bis 1945 Sorden) und bildet eine Ortschaft innerhalb der Gmina Ełk (Landgemeinde Lyck) im Powiat Ełcki (Kreis Lyck), bis 1998 der Woiwodschaft Suwałki, seither der Woiwodschaft Ermland-Masuren zugeordnet.

## Religionen
Bis 1945 war Kozycken in die evangelische Pfarrkirche Lyck in der Kirchenprovinz Ostpreußen der Kirche der Altpreußischen Union sowie in die römisch-katholische Kirche St. Adalbert in Lyck im Bistum Ermland eingepfarrt.
Heute gehört Koziki zur katholischen Pfarrei Regielnica (Regelnitzen, 1938 bis 1945 Regelnhof) im Bistum Ełk der Römisch-katholischen Kirche in Polen. Die evangelischen Kirchenglieder halten sich zur Kirchengemeinde in Ełk, einer Filialgemeinde der Pfarrei Pisz (deutsch Johannisburg) in der Diözese Masuren der Evangelisch-Augsburgischen Kirche in Polen.

## Verkehr
Koziki liebt an einer Nebenstraße, die von Kałęczyny (Kallenszynnen, 1938 bis 1945 Lenzendorf) nach Sordachy (Sordachen, 1938 bis 1945 Sorden) führt. 
Die nächste Bahnstation ist Kałęczyny an der Bahnstrecke Ełk–Turowo (deutsch Lyck–Thurowen/Auersberg) der Ełcka Kolej Wąskotorowa – der einstigen Lycker Kleinbahnen.